# Norbert Mészáros
Pour les articles homonymes, voir Mészáros.
Norbert Mészáros est un footballeur hongrois, né le 19 août 1980 à Pápa en Hongrie. Il mesure 1,91 m.
Norbert Mészáros évolue depuis 2005 au Debrecen VSC, où il occupe le poste de défenseur.

## Biographie
Le 8 septembre 2010, il est suspendu par l'UEFA avec son coéquipier Vukašin Poleksić, pour le match entre le Debrecen VSC et la Fiorentina en Ligue des champions lors de la saison 2009-2010 lors de l'enquête pour des matches truqués. Les deux joueurs ont fait appel le 5 mai 2011, le Tribunal arbitral du sport a annoncé sa décision, avec l'interdiction de Poleksic confirmé et l'interdiction de Mészáros annulée. La preuve de l'UEFA contre Mészáros n'a pas été prouver « à la satisfaction » du comité du fait qu'il ait enfreint les règles.
Mészáros remporte le championnat lors de la saison 2009-2010 avec une défaite lors du dernier match contre le Kecskeméti TE. Le 26 mai 2010, le Debrecen VSC bat le Zalaegerszegi TE 3 buts à 2, lors de la finale de coupe de Hongrie au Stade Ferenc-Puskás.
Le 1er mai 2012, Mészáros remporte la Coupe de Hongrie en battant le MTK Budapest aux tirs au but lors de la saison 2011-2012. C'est le cinquième trophée de la Coupe de Hongrie pour le Debrecen VSC.
Le 12 mai 2012, Mészáros a remporté la coupe de la Ligue de Hongrie avec le Debrecen VSC après avoir battu le Pécsi MFC 4 buts à 0 au Stade d'Oláh Gábor utca.

## Carrière
| Saison                | Club                  | Championnat           | Championnat | Championnat | Coupe nationale | Coupe nationale | Coupe de la Ligue | Coupe de la Ligue | Supercoupe | Supercoupe | Compétition(s) continentale(s) | Compétition(s) continentale(s) | Compétition(s) continentale(s) | Hongrie | Hongrie | Total | Total |
| Saison                | Club                  | Division              | M.          | B.          | M.              | B.              | M.                | B.                | M.         | B.         | Comp.                          | M.                             | B.                             | M.      | B.      | M.    | B.    |
| 2000 - 2001           | Dunaújváros FC        | Nemzeti Bajnokság I   | -           | -           | -               | -               | -                 | -                 | -          | -          | -                              | -                              | -                              | -       | -       | 0     | 0     |
| 2001 - 2002           | Dunaújváros FC        | Nemzeti Bajnokság I   | -           | -           | -               | -               | -                 | -                 | -          | -          | -                              | -                              | -                              | -       | -       | 0     | 0     |
| 2002 - 2003           | BKV Előre SC          | Nemzeti Bajnokság I   | -           | -           | -               | -               | -                 | -                 | -          | -          | -                              | -                              | -                              | -       | -       | 0     | 0     |
| 2003 - 2004           | BFC Siófok            | Nemzeti Bajnokság I   | -           | -           | -               | -               | -                 | -                 | -          | -          | -                              | -                              | -                              | -       | -       | 0     | 0     |
| 2004 - 2005           | FC Energie Cottbus    | 2. Bundesliga         | -           | -           | -               | -               | -                 | -                 | -          | -          | -                              | -                              | -                              | -       | -       | 0     | 0     |
| 2005 - 2006           | Debrecen VSC          | Nemzeti Bajnokság I   | -           | -           | -               | -               | -                 | -                 | -          | -          | C1/C3                          | 2                              | 0                              | -       | -       | 2     | 0     |
| 2006 - 2007           | Debrecen VSC          | Nemzeti Bajnokság I   | -           | -           | -               | -               | -                 | -                 | -          | -          | -                              | -                              | -                              | -       | -       | 0     | 0     |
| 2007 - 2008           | Debrecen VSC          | Nemzeti Bajnokság I   | -           | -           | -               | -               | -                 | -                 | 2          | 0          | C1                             | 2                              | 0                              | -       | -       | 4     | 0     |
| 2008 - 2009           | Debrecen VSC          | Nemzeti Bajnokság I   | -           | -           | -               | -               | -                 | -                 | -          | -          | C3                             | 3                              | 0                              | -       | -       | 3     | 0     |
| 2009 - 2010           | Debrecen VSC          | Nemzeti Bajnokság I   | 17          | 1           | 1               | 0               | -                 | -                 | -          | -          | C1                             | 10                             | 0                              | -       | -       | 28    | 1     |
| 2010 - 2011           | Debrecen VSC          | Nemzeti Bajnokság I   | -           | -           | -               | -               | -                 | -                 | -          | -          | -                              | -                              | -                              | -       | -       | 0     | 0     |
| 2011 - 2012           | Debrecen VSC          | Nemzeti Bajnokság I   | 28          | 2           | 1               | 0               | -                 | -                 | -          | -          | -                              | -                              | -                              | 2       | 0       | 31    | 2     |
| 2012 - 2013           | Debrecen VSC          | Nemzeti Bajnokság I   | 24          | 1           | 1               | 0               | 2                 | 0                 | -          | -          | C1/C3                          | 6                              | 0                              | 6       | 0       | 39    | 1     |
| 2013 - 2014           | Debrecen VSC          | Nemzeti Bajnokság I   | 23          | 0           | 1               | 0               | 1                 | 0                 | -          | -          | C3                             | 1                              | 0                              | 1       | 0       | 27    | 0     |
| 2014 - 2015           | Debrecen VSC          | Nemzeti Bajnokság I   | 23          | 0           | 1               | 0               | 4                 | 1                 | 1          | 0          | C1/C3                          | 6                              | 0                              | -       | -       | 35    | 1     |
| 2015 - 2016           | Debrecen VSC          | Nemzeti Bajnokság I   | 29          | 0           | 2               | 0               | -                 | -                 | -          | -          | C3                             | 5                              | 0                              | -       | -       | 36    | 0     |
| 2016 - 2017           | Debrecen VSC          | Nemzeti Bajnokság I   | 15          | 0           | -               | -               | -                 | -                 | -          | -          | C3                             | 4                              | 0                              | -       | -       | 19    | 0     |
| Total sur la carrière | Total sur la carrière | Total sur la carrière | 150         | 4           | 7               | 0               | 7                 | 1                 | 3          | 0          | -                              | 39                             | 0                              | 9       | 0       | 215   | 5     |

## Palmarès
Debrecen VSC
- Champion de Hongrie : 2006, 2007, 2009, 2010, 2012 et 2014
- Vainqueur de la Coupe de Hongrie : 2008, 2010
- Vainqueur de la Coupe de la Ligue hongroise : 2010
- Vainqueur de la Supercoupe de Hongrie : 2005, 2006, 2007, 2009, 2010